# Fiat 10 HP
Fiat 10 HP a fost al cincilea model al producătorului italian de automobile Fiat, fabricat în 1901. Împreună cu Fiat 8 HP, a înlocuit modelul Fiat 6 HP, reprezentând o evoluție a acestuia. Fiat 6 HP se baza, la rândul său, pe Fiat 3,5 HP, proiectat de inginerul Aristide Faccioli pentru Fiat. Tehnologia rămânea neschimbată, însă configurația scaunelor a suferit modificări: în timp ce Fiat 6 HP oferea scaune dispuze vis-à-vis, Fiat 10 HP era un Phaeton cu două rânduri de scaune.
La fel ca modelul 6 HP, Fiat 10 HP era echipat cu un motor pe benzină cu doi cilindri, având o capacitate de 1082 cm³ și două supape pe cilindru, ceea ce permitea o putere maximă de 10 CP și o viteză maximă de 72 km/h. Transmisia se realiza prin intermediul unei cutii de viteze manuale cu trei trepte și o transmisie prin lanț pe roțile din spate. În timp ce volanul (în loc de o bară de direcție) era disponibil doar opțional pentru modelul 6 HP, acesta era standard pe 10 HP. Prețul unui Fiat 10 HP cu echipament standard era de 9.000 de lire italiene. Probabil din cauza creșterii consumului datorită greutății mai mari, modelul nu a fost un succes pentru Fiat. Au fost fabricate doar 3 sau 5 exemplare, în funcție de sursă. În 1901, a fost lansat un model succesor atât pentru 10 HP, cât și pentru 8 HP, și anume Fiat 12 HP.